# Daydream
A Daydream Mariah Carey amerikai énekesnő hatodik albuma és negyedik stúdióalbuma. 1995. október 3-án jelent meg. Főként lassú számok és néhány gyors tempójú dal található rajta. Zeneileg a Daydream már kezdett eltávolodni a popzenei hangzástól az R&B irányába.
Az album első kislemeze, a Fantasy Carey egyik legnépszerűbb száma; ennek a dalnak egy remixe volt az, ami népszerűvé tette a dalokban a rapbetéteket. A második kislemez, a One Sweet Day a mai napig tartja a Billboard Hot 100 slágerlista rekordját mint a leghosszabb ideig (17 hétig) listavezető szám.

## Fogadtatása
A Daydream a Billboard 200 albumslágerlista első helyén nyitott, az első héten 224 000 példány kelt el belőle. Hat nem egymást követő hetet töltött a lista elején, negyvenegyet a Top 20-ban és nyolcvanegyet a listán. A megjelenést követő nyolcadik héttől a tizenharmadikig minden héten több kelt el belőle, mint az első héten, ebből a legtöbbet a tizenkettedik héten sikerült eladni, 760 000 példányt. Ezzel abban az időben a női előadók közül Carey tartotta a rekordot mint az egy hét alatt legtöbb lemezt eladó művész. 1996-ban a Daydream volt a második legtöbb példányszámban elkelt album az Egyesült Államokban Alanis Morissette Jagged Little Pill című albuma után.
Amerikában több mint tízmillió példány kelt el, így ez lett Carey második albuma, ami gyémántlemez minősítést kapott. Az Államokban Careynek ebből az albumából kelt el a legtöbb. Világszerte kb. 25 millió példány kelt el, így eladási példányszámok tekintetében Carey albumai közül csak a Music Box (1993) előzi meg. Vezette az eladási listát Ausztráliában, az Egyesült Királyságban, Japánban, Németországban és Svájcban, és a Top 5-be került Kanadában.
A Daydream albumnak három kislemeze vezette az amerikai Billboard Hot 100 slágerlistát: a Fantasy, a One Sweet Day és az Always Be My Baby. A Fantasy az első helyen nyitott a listán, ezzel Carey lett a második előadó, akinek ez sikerült. A dal rekordnak számító tizenkét héten át vezette a kanadai slágerlistát. A One Sweet Day szintén az első helyen nyitott, ezzel abban az időben Carey volt az egyetlen előadó, akinek két kislemeze is elérte ezt. A dal rekordot döntött, ez vezette a leghosszabb ideig a slágerlistát. Az Always Be My Baby 1996 legtöbbet játszott dala volt az amerikai rádiókban. Az album promóciója során Carey rövid turnéra indult (Daydream World Tour).
Az Egyesült Királyságban szintén az első helyen nyitott az album, és egy hétig maradt listavezető. Az itt kiadott négy kislemez mind elérte a Top 10-et, közte az Open Arms is, mely a 4. helyre került. Az albumról még két kislemez jelent meg, a Forever, mely kisebb sikert aratott, és az Underneath the Stars, ami csak promóciós megjelenést kapott.
A Daydreamet és az egyes számokat összesen hat kategóriában jelölték Grammy-díjra, köztük az év albuma, az év felvétele (One Sweet Day) és legjobb popalbum kategóriában, de egy díjat sem nyert el.
A Daydream a Rock and Roll Hall of Fame Definitive 200 albumlistáján, mely a történelem legnagyobb hatású és legnépszerűbb albumait akarta összegyűjteni, a 116. helyre került.

## Dalok
| #                                               | Cím                                            | Szerzők                                               | Hossz |
| ----------------------------------------------- | ---------------------------------------------- | ----------------------------------------------------- | ----- |
| 1.                                              | Fantasy                                        | Carey, Frantz, Weymouth, Hall, Belew, Stanley         | 4:04  |
| 2.                                              | Underneath the Stars                           | Carey, Afanasieff                                     | 3:33  |
| 3.                                              | One Sweet Day                                  | (Carey, McCary, Morris, Morris, Stockman, Afanasieff) | 4:42  |
| 4.                                              | Open Arms                                      | Perry, Cain                                           | 3:30  |
| 5.                                              | Always Be My Baby                              | (Carey, Dupri, Seal)                                  | 4:18  |
| 6.                                              | I Am Free                                      | Carey, Afanasieff                                     | 3:09  |
| 7.                                              | When I Saw You                                 | Carey, Afanasieff                                     | 4:24  |
| 8.                                              | Long Ago                                       | Carey, Dupri                                          | 4:34  |
| 9.                                              | Melt Away                                      | Carey, Babyface                                       | 3:42  |
| 10.                                             | Forever                                        | Carey, Afanasieff                                     | 4:00  |
| 11.                                             | Daydream Interlude (Fantasy Sweet Dub Mix)     | Carey, Frantz, Weymouth, Hall, Belew, Stanley         | 3:04  |
| 12.                                             | Looking In                                     | Carey, Afanasieff                                     | 3:35  |
| Argentin, kolumbiai, mexikói, spanyol bónuszdal |                                                |                                                       |       |
| 13.                                             | El amor que sońé (Open Arms, spanyol változat) | Perry, Cain                                           | 3:30  |
| Japán, dél-koreai bónuszdal                     |                                                |                                                       |       |
| 13.                                             | Fantasy (Def Club Mix)                         | Carey, Frantz, Weymouth, Hall, Belew, Stanley         |       |

## Kislemezek
- Fantasy (1995)
- One Sweet Day (1995)
- Open Arms (1996)
- Always Be My Baby (1996)
- Forever (1996)
- Underneath the Stars (promó; 1996)

### Underneath the Stars
Az Underneath the Stars a Daydream album hatodik kislemeze. A dalt Carey és Walter Afanasieff írták. Careynek ez a kedvenc dala az albumról, mint azt egy Japánban tartott koncerten említette.
A dal az Amerikai Egyesült Államokban csak promóciós kislemezen jelent meg, mert a Sony Music vezetői nem tartották elég jónak ahhoz, hogy kereskedelmi forgalomban is megjelenjen, úgy vélték, nem lenne olyan sikeres, mint Carey legtöbb kislemezen megjelent dala. Emiatt csak a rádiós játszásokon alapuló slágerlistákon volt jogosult megjelenni; a Hot R&B/Hip-Hop Airplay listán a 69. helyig jutott. Világszerte 100 000 példány kelt el belőle.
Bár nem jelent meg videóklip a dalhoz, a Sony korábbi alkalmazottai azt állítják, létezik videóklip, de nem adták ki, miután a lemezcég leállt a dal promóciójával. Carey a Daydream turné rotterdami koncertjén bejelentette a közönségnek, hogy a dal aznapi előadásából készül majd a videóklip.
A dal hivatalos remixei:
1. Underneath the Stars (UK Radio Mix)
2. Underneath the Stars (UK Dance Mix)
3. Underneath the Stars (UK Live Mix)
4. Underneath the Stars (Drifting Re-Mix)
5. Underneath the Stars (Drifting Re-Mix w/o Rap)

## Slágerlistás helyezések
| Ország             | Slágerlista    | Legfelső helyezés | Minősítés             | Eladási adatok |
| ------------------ | -------------- | ----------------- | --------------------- | -------------- |
| Világszerte        |                |                   |                       | 25 000         |
| USA                | Billboard 200  | 1                 | 10× platina (gyémánt) | 8 390 0001     |
| Európa             | IFPI           | 2                 | 3× platina            | 3 000          |
| Ausztrália         | ARIA           | 1                 | 5× platina            | 350 000        |
| Ausztria           | IFPI Austria   | 5                 | Platina               | 40 000         |
| Dél-Korea          | RIAK           |                   | 6× platina            | 600 000        |
| Egyesült Királyság | BPI            | 1                 | 2× platina            | 600 000        |
| Franciaország      | IFOP           | 2                 | 2× platina            | 650 000        |
| Hollandia          | NVPI           | 1                 | Platina               | 100 000        |
| Hongkong           | IFPI Hong Kong |                   | 5× platina            | 100 000        |
| Izrael             |                | 1                 | Arany                 | 30 000         |
| Japán              | RIAJ           | 1                 | 12× platina           | 2 500 000      |
| Kanada             | CRIA           | 3                 | 7× platina            | 700 000        |
| Mexikó             | AMPROFON       |                   | Platina               | 250 000        |
| Németország        | IFPI Germany   | 1                 | Platina               | 500 000        |
| Norvégia           | IFPI Norway    | 3                 | Platina               | 40 000         |
| Olaszország        | FIMI           | 6                 | 2× platina            | 200 000        |
| Spanyolország      | EIM            | 5                 | 2× platina            | 200 000        |
| Svájc              | Hit Parade     | 1                 | Platina               | 50 000         |
| Svédország         |                | 6                 |                       |                |
| Szingapúr          | RIAS           |                   | 5× platina            | 75 000         |
| Új-Zéland          | RIANZ          | 1                 | 5× platina            | 75 000         |

1 Csak a Soundscan és a BMG eladási adatai